# Anomognathus americanus
Anomognathus americanus är en skalbaggsart som först beskrevs av Thomas Casey 1893.  Anomognathus americanus ingår i släktet Anomognathus och familjen kortvingar. Inga underarter finns listade i Catalogue of Life.